# Municipio de Washington (condado de Dauphin)
El municipio de Washington (en inglés: Washington Township) es un municipio ubicado en el condado de Dauphin en el estado estadounidense de Pensilvania. En el año 2000 tenía una población de 2.047 habitantes y una densidad poblacional de 42.5 personas por km².

## Geografía
El municipio de Washington se encuentra ubicado en las coordenadas 40°34′00″N 76°47′59″O / 40.56667, -76.79972.

## Demografía
Según la Oficina del Censo en 2000 los ingresos medios por hogar en la localidad eran de $45,000 y los ingresos medios por familia eran de $49,659. Los hombres tenían unos ingresos medios de $32,854 frente a los $23,750 para las mujeres. La renta per cápita de la localidad era de $20,046. Alrededor del 8,2% de la población estaba por debajo del umbral de pobreza.